# Luís Fisher Berquó Poças Falcão

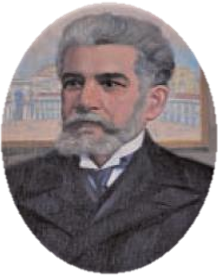
Luís Fisher Berquó Poças Falcão

Luís Fisher Berquó Poças Falcão (Ponta Delgada, 19 de Outubro de 1852 — Lisboa, 16 de Maio de 1913) foi um magistrado judicial e político açoriano que, entre outras funções de relevo, foi presidente do Supremo Tribunal de Justiça, deputado às Cortes, onde exerceu o cargo de presidente da Câmara dos Deputados, e par do reino. Parte importante da sua carreira como magistrado decorreu em Cabo Verde, Angola (onde foi juiz no Tribunal da Relação de Luanda), e na Índia Portuguesa (onde presidiu ao Tribunal da Relação de Goa e por duas vezes integrou o Conselho de Governo do Estado da Índia).

## Biografia
Nasceu em Ponta Delgada, filho do conselheiro Eusébio Dias Poças Falcão e de sua esposa, Maria da Luz Fisher Berquó, herdeira de grande fortuna e ligada às mais influentes famílias micaelenses da época. Foi irmão de Guilherme Fisher Berquó Poças Falcão, também político e uma das figuras cimeiras do movimento autonomista. Reforçando os laços familiares com a elite política da ilha de São Miguel, uma das suas irmãs casou com José Maria Raposo do Amaral, empresário e depois par do reino, outra com Francisco Raposo Bicudo Correia, deputado.
Depois de realizados os estudos preparatórios em Ponta Delgada, em 1868 matriculou-se na Faculdade de Direito da Universidade de Coimbra, onde se formou bacharel em Direito no ano de 1875.
Terminado o curso ingressou na magistratura colonial, sendo nomeado em 1875 delegado do Procurador Régio em Cabo Verde. Permaneceu em Cabo Verde até ser promovido a juiz de 2.ª instância, sendo então transferido para Luanda, no ano de 1885, onde integrou o Tribunal da Relação daquela cidade e ganhou a reputação de ser um magistrado austero e íntegro.
Entretanto, seguindo a tradição familiar, ingressou na vida política, tornando-se membro influente do Partido Progressista, em cujas listas foi eleito deputado às Cortes pelo círculo eleitoral de Ponta Delgada em várias legislaturas. Ao longo da sua carreira parlamentar integrou importantes comissões, entre as quais as comissões parlamentares de legislação civil, assuntos ultramarinos e reclamações e vacaturas.
A primeira eleição ocorreu em 1887, nas eleições gerais realizadas a 6 de Março daquele ano, tendo permanecido em funções durante toda a 25.ª legislatura da Monarquia Constitucional (1887-1889). Integrou uma comissão especial destinada a dar parecer sobre a construção de um «hospital para alienados». Fez numerosas intervenções, a maioria das quais referentes a assuntos do seu círculo eleitoral. Mereceram particular destaque as suas intervenções sobre a emigração açoriana, particularmente micaelense, que em 1887 conhecia um enorme surto devido à crise da economia agrária que assolava os Açores. Essa emigração, com sérias consequências para a burguesia terratenente que assim via reduzida a disponibilidade de mão-de-obra barata, mereceria repetidas medidas legislativas, no sentido de a reprimir e assim obstar à fuga dos trabalhadores. No caso mereceu particular atenção a emigração em direcção às ilhas Sandwich (hoje o Hawai), que apesar de situadas no centro do Pacífico conseguiam atrair mão-de-obra dos Açores. Também teve importante intervenção nas questões referentes ao regime fiscal e aduaneiro aplicável ao álcool, numa tentativa de proteger a então importante indústria açoriana de produção de etanol a partir de batata-doce.
Terminada a legislatura, não foi reeleito e retomou em pleno a sua carreira como magistrado. No prosseguimento dessa carreira, em 1891 foi transferido para o Tribunal da Relação de Goa, na Índia Portuguesa, onde por iniciativa do então Ministro da Marinha e do Ultramar, António José Enes, decorria uma reestruturação do sistema judicial. Coube-lhe então presidir àquele tribunal (1892) e sindicar o comportamento dos restantes juízes, acusados de indisciplina e de diversas violações dos seus deveres enquanto magistrados judiciais. Enquanto no Estado da Índia foi por duas vezes (1892 e 1893) vogal presidente do Conselho de Governo daquela colónia. Integrou também uma comissão luso-britânica encarregue de arbitrar a concessão de indemnizações pela expropriação de salinas situadas na Índia Portuguesa que eram propriedade de súbditos da Índia Britânica.
Em 1894, completada a comissão de serviço em Goa e prefeito o tempo de serviço no quadro do Ultramar, pediu transferência para o quadro metropolitano, sendo transferido nesse ano para o Tribunal da Relação de Ponta Delgada, do qual foi presidente. Em 1896 foi transferido para o Tribunal da Relação de Lisboa.
Entretanto voltou a ser eleito deputado nas eleições gerais de 2 de Maio de 1897 (32.ª legislatura) mantendo funções durante toda a legislatura (1897-1899). Neste período integrou as comissões parlamentares de legislação civil e de assuntos ultramarinos, mantendo diversas e importantes intervenções sobre matérias referentes ao seu círculo eleitoral. Entre estas destacam-se a que levou à cedência do Forte do Tagarete à Câmara Municipal de Vila Franca do Campo, com o objectivo de permitir que a Junta Geral do Distrito Autónomo de Ponta Delgada melhorasse o porto daquela vila, e a realizada em 1898 sobre a necessidade de elevar o Liceu de Ponta Delgada à categoria de liceu central. Depois de em 1898 ter sido eleito vice-presidente da Câmara dos Deputados, em 1899 foi eleito presidente, dirigindo os trabalhos parlamentares durante a sessão legislativa daquele ano.
Nas eleições gerais de 26 de Novembro de 1899 (33.ª legislatura) e de 25 de Novembro de 1900 (34.ª legislatura) voltou a ser eleito deputado pelo círculo uninominal de Ponta Delgada. Nesta última legislatura voltou a ser eleito presidente da Câmara dos Deputados, presidindo aos trabalhos da única sessão legislativa realizada naquele ano. Em Junho de 1899 apresentou uma proposta de lei isentando de direitos de importação os equipamentos destinados à iluminação eléctrica de Vila Franca do Campo, então em curso graças ao pioneirismo do engenheiro José Cordeiro.
Nas eleições gerais de 6 de Outubro de 1901 (35.ª legislatura) foi eleito pelo círculo plurinominal de Ponta Delgada, tendo a legislatura decorrido entre 1902 e 1904. Neste período integrou a comissão parlamentar de legislação civil e manteve a sua acção como representante dos interesses do seu círculo eleitoral. Na sessão de 11 de Maio de 1901 participou no aceso debate suscitado pelas pretensões da Junta Geral do Distrito Autónomo de Ponta Delgada, alinhando pela facção autonomista.
Nas eleições gerais de 26 de Junho de 1904 (36.ª legislatura) voltou a ser eleito pelo círculo plurinominal de Ponta Delgada, integrando a comissão parlamentar de reclamações e vacaturas. Nesta legislatura, a última em que participaria como deputado, não realizou qualquer intervenção em plenário na única sessão legislativa realizada (29 de Setembro a 24 de Dezembro de 1904).
Coincidindo com o início da primeira sessão legislativa da 37.ª legislatura, foi feito par do reino por nomeação régia, tomando posse a 4 de Abril de 1905. Na Câmara dos Pares integrou as comissões de fazenda, legislação e assuntos eclesiásticos. Foi também eleito para a mesa daquela Câmara, presidindo como suplente a algumas sessões da Câmara dos Pares. Contudo, nunca realizou qualquer intervenção em plenário. A partir de 1910, com a implantação da República Portuguesa e a dissolução da Câmara dos Pares, afastou-se em definitivo da actividade política.
Entretanto, foi nomeado presidente deste tribunal por decreto de 26 de Maio de 1908, cargo de que tomou posse a 27 de Maio do mesmo ano. Continuando a sua carreira de magistrado, a 5 de Fevereiro de 1909 fora promovido a juiz-conselheiro e nomeado juiz do Supremo Tribunal de Justiça, função que manteria até falecer. No Supremo Tribunal de Justiça exerceu as funções de juiz-presidente em 1912 e 1913. Presidiu, também, ao conselho disciplinar dos oficiais de justiça (1901).
Faleceu em Lisboa, a 16 de Maio de 1913, vítima de complicações da diabetes, ainda no exercício das funções de juiz-presidente do Supremo Tribunal de Justiça.